# يكاوية الثانية (عنافجة)
يكاوية الثانية (بالفارسية: یکاویه دو) هي قرية وتقع في إيران في قسم عنافجة الريفي. يقدر عدد سكانها بـ 59 نسمة بحسب إحصاء 2016.